# アレクサンドラ・ブンスアイ
アレクサンドラ・ブンスアイ（Alexandra Bounxouei, 1987年 - ）、ラオスの歌手、ヴァイオリニスト、女優。

## 出生
ブルガリアにラオス国立音楽舞踊大学副学長の父と、同大学のブルガリア人ピアノ講師の母の間に生まれた。

## 経歴
2002年に初アルバムを発売し、現在ではラオスを代表する歌手になっている。2007年にはタイのテレビドラマで女優デビューを果たした。
2005年には愛知万博のために来日しており、2008年4月からは慶應義塾大学大学院メディアデザイン研究科に留学するなど、日本とのかかわりも深い。

## エピソード
タイのテレビ局のインタビューで「ラオスに生まれて残念だ」と発言したといううわさが広がり、非難の的となったことがあるが、ブンスアイがそのような発言をしたという事実はない。

## 主な作品

### 参加作品
- 16 Voices - 「ひとり ひとつ」（2015年10月1日）[2]